# Dürrnbachalm

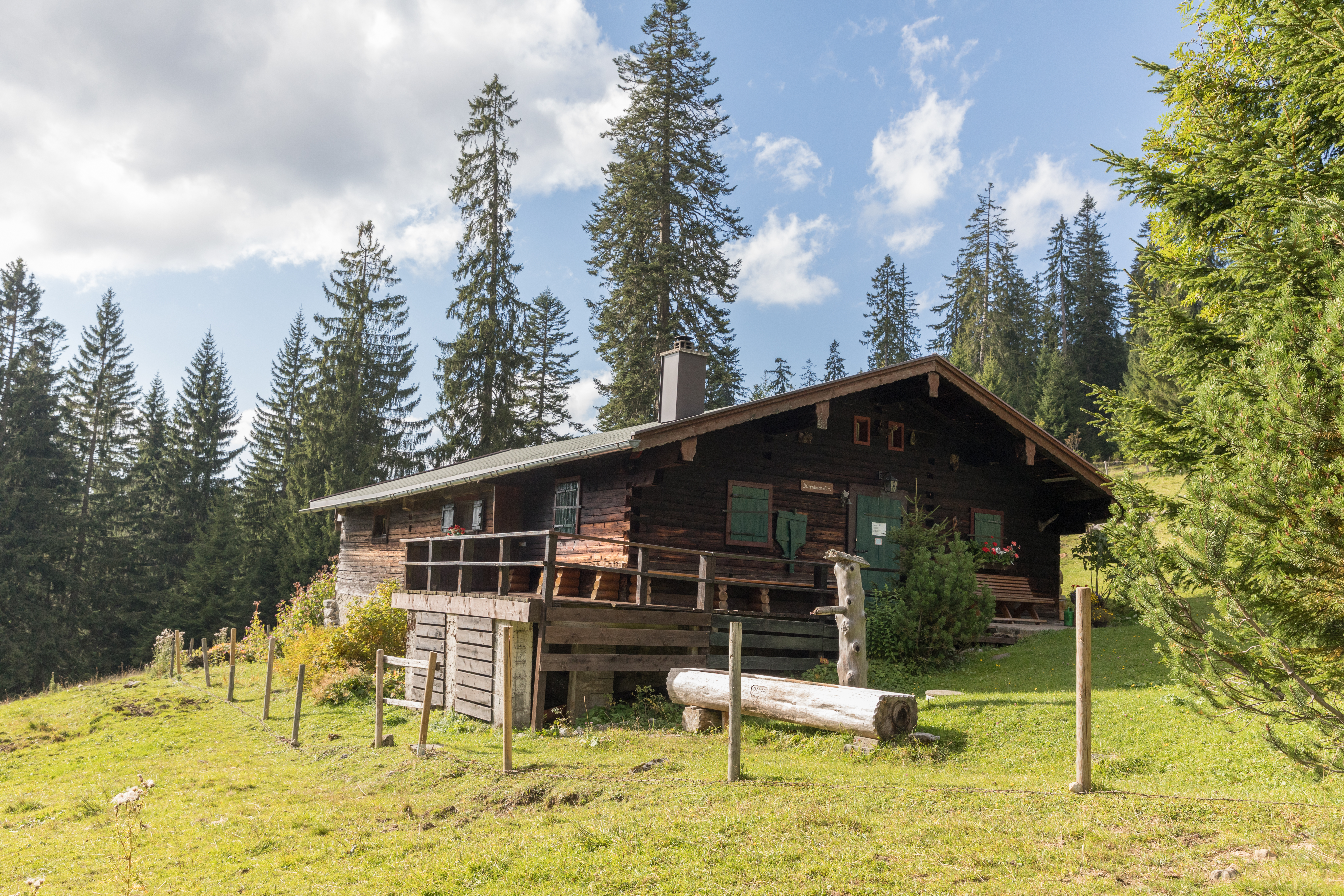

Die Dürrnbachalm ist eine Alm im Forst Reit im Winkl in der Gemeinde Reit im Winkl.
Der Kaser auf der Dürrnbachalm steht unter Denkmalschutz und ist unter der Nummer D-1-89-139-48 in die Bayerische Denkmalliste eingetragen.

## Baubeschreibung
Beim denkmalgeschützten Lummerkaser auf der Dürrnbachalm handelt es sich um einen Blockbau, welcher an der Firstpfette mit dem Jahr 1919 bezeichnet ist.

## Heutige Nutzung
Die Dürrnbachalm ist bestoßen und bewirtet.

## Lage
Die Dürrnbachalm befindet sich in an der Grenze zu Österreich in der Nähe des Dürrnbachhorns unterhalb des Dürrnbachecks auf einer Höhe von 1330 m ü. NHN. Oberhalb der Alm befindet sich das bewirtete Dürrnbachhaus sowie die Bergstation des historischen Sesselliftes.